# Burni Sapuraja
Burni Sapuraja är ett berg i Indonesien.   Det ligger i provinsen Aceh, i den västra delen av landet, 1 600 km nordväst om huvudstaden Jakarta. Toppen på Burni Sapuraja är 810 meter över havet.
Terrängen runt Burni Sapuraja är huvudsakligen kuperad, men åt nordväst är den bergig. Runt Burni Sapuraja är det mycket glesbefolkat, med 4 invånare per kvadratkilometer. Omgivningarna runt Burni Sapuraja är en mosaik av jordbruksmark och naturlig växtlighet.